# استیم‌پانک

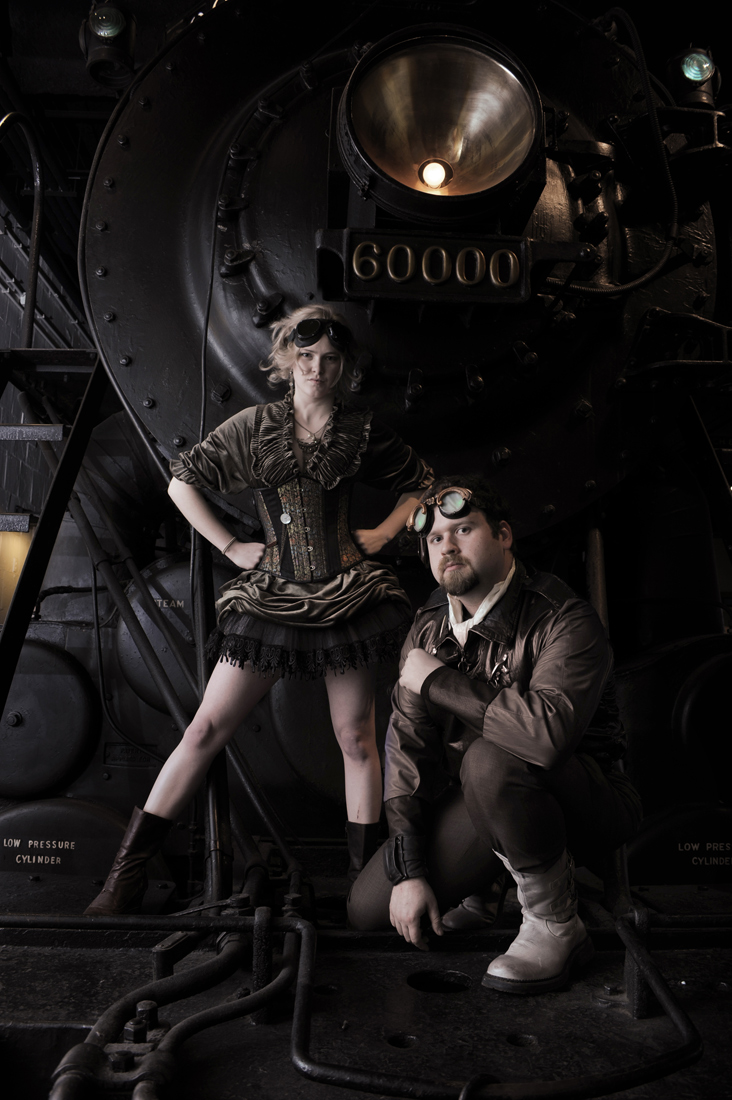
تصویر الهام گرفته شده از استیم پانک

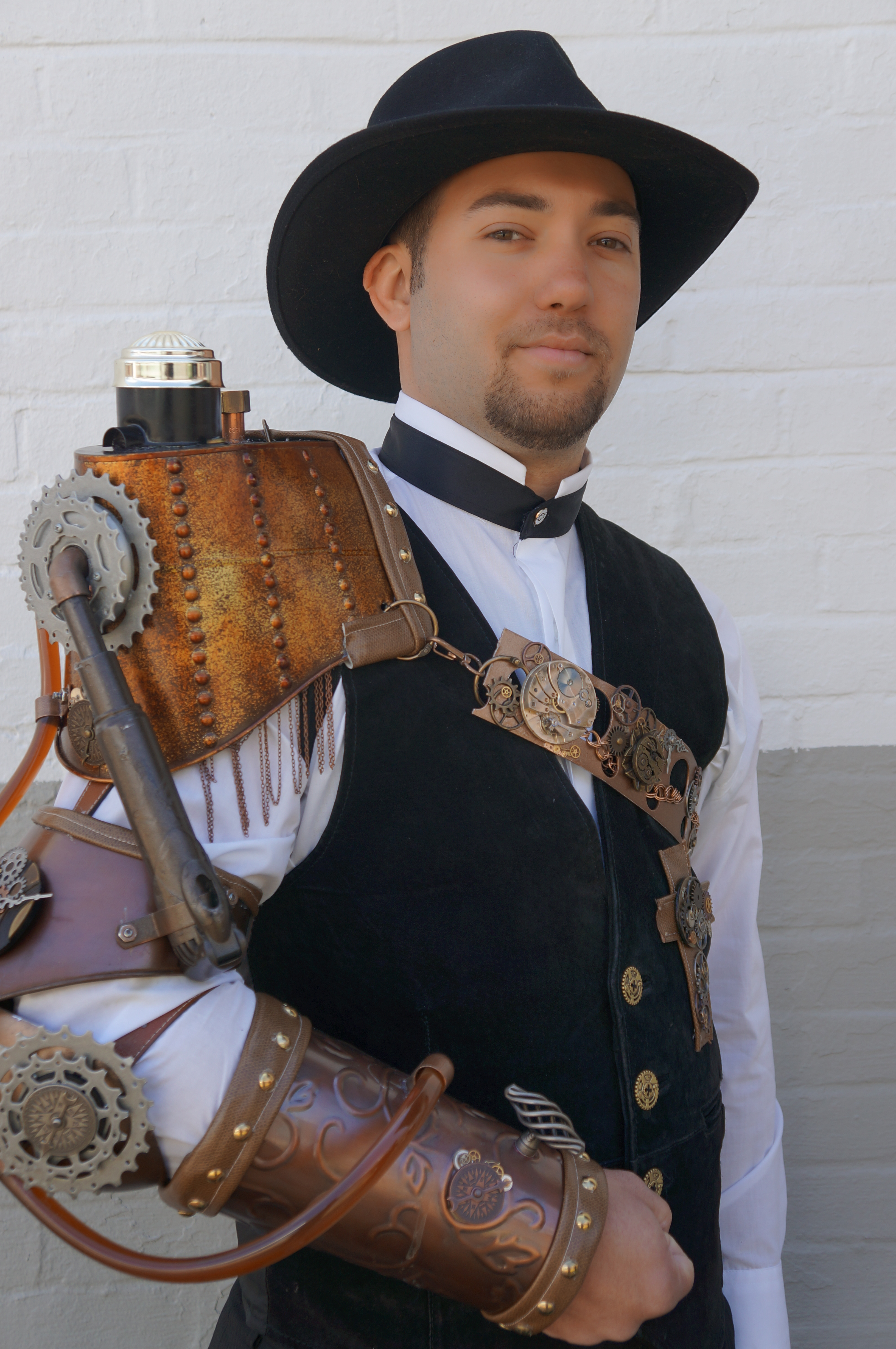
Man with steam punk style artificial right arm

استیم‌پانک (به انگلیسی: Steampunk) یا بخارپانک یک زیر-سبک (به انگلیسی: sub-genre) یا همان خرده ژانر از علمی-تخیلی، ادبیات گمانه‌زن تاریخ متناوب یا فانتزی-عملی است که در اواخر ۱۹۸۰ و ۱۹۹۰ مطرح شد و به فناوری و طراحی های زیبایی شناسی اشاره دارد که ویژگی های خود را از ماشین آلات بخار و عصر صنعتی الهام گرفته. صحنه‌های این خیال‌پردازی در فضا-زمان‌هایی اتفاق می‌افتد که در عین فضای ویکتوریایی قرن ۱۹ و کاربرد وسیع موتور بخار، مفاهیم جدید خیال‌پردازی یا علمی-تخیلی هم در آن‌ها حضور دارند. گاهی استیم پانک معرف فضای «تاریخ محتمل» است؛ یعنی معرف خط پیشرفتی که در آن بشر راهی به جز راه فعلی را برای پیشبرد صنعت پیموده باشد.
استیم پانک به عنوان یک فرهنگ، باعث شده هنرمندانی به سراغ طراحی دوباره یا تزیین وسایل فناوری موجود به شکل وسایلی که احتمال داشت در دورهٔ ویکتوریایی موجود باشند، بروند.
با اینکه عبارت «استیم پانک» تا سال ۱۹۸۷ استفاده نشده بود، بسیاری کارهای پیش از این تاریخ می‌توان به این عبارت مربوط کرد؛ مثلاً رمان Titus Alone نوشته مروین پیک که در سال ۱۹۵۹ منتشر شد، عبارت‌ها و توصیفات استیم پانکی بسیاری در خود دارد.
از دهه ۱۹۹۰ به بعد، استیم پانک بیشتر و بیشتر برای اشاره به اشیا و فضاهایی استفاده شده که نه فقط در دوره ویکتوریایی بلکه در فضاهایی پر از ماشین‌های قدرت گرفته از موتور بخار و فنر ساخته شده‌اند. این برداشت، باعث ایجاد بازی‌های متنوعی هم شده، از جمله ظهور ملل: ظهور افسانه‌ها (به انگلیسی: Rise of Nations: Rise of Legends)‏.
رمان های استیم پانک با الهام از فضای دوره ویکتوریایی و ادوارد، همراه با فناوری یا سحر و جادوی پیشرفته نوشته می‌شوند. در این ژانر، شخصیت ها لباس های باشکوهی به تن دارند و رسمی و مودبانه صحبت می‌کنند، مسافرت هوایی با کشتی هوایی امکان پذیر است و حتی موشک هایی برای سفر به ماه وجود دارد و ممکن است شخصیت های ماوراءالطبیعه ای مانند جادوگران، گرگینه ها و جن ها نیز در این رمان ها وجود داشته باشند.
این تکنولوژی شامل ماشین‌های تخیلی‌ای که در آثار ژول ورن، اچ.چی. ولز و نویسندگان معاصری از جمله فیلیپ پولمن، اسکات وسترفلد، استفان هانت و چاینا میِویل قابل یافت است نیز می‌شود.

#### فشن
سبک استیم پانک در صنعت مد و فشن نیز مورد توجه قرار گرفته است به شکلی که برند های متنوعی محصولاتی الهام گرفته شده از سبک استیم پانک به شکل لباس، کیف و کفش و کلاه، زیورآلات و غیره به بازار عرضه شده است.